# بوكركور (تاخلطيت)
بوكركور هو دُوَّار يقع بجماعة تاركا وساي، إقليم كلميم، جهة كلميم واد نون في المملكة المغربية. ينتمي الدوّار لمشيخة تاخلطيت التي تضم 8 دواوير. يقدر عدد سكانه بـ 2 نسمة حسب الإحصاء الرسمي للسكان والسكنى لسنة 2004.

## روابط خارجية
- البوابة الوطنية للجماعات الترابية نسخة محفوظة 12 مارس 2018 على موقع واي باك مشين.
- المندوبية السامية للتخطيط